# Tom Vandendriessche

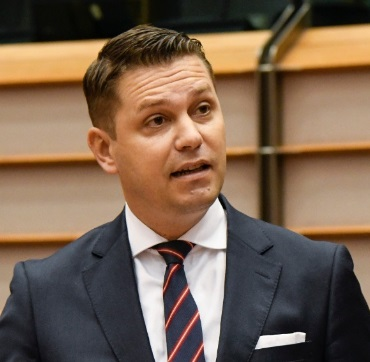
Tom Vandendriessche (2021)

Tom Vandendriessche (* 27. Oktober 1978 in Leuven) ist ein ehemaliger Geschäftsleiter, Politologe und belgisch-flämischer nationalistischer Politiker für Vlaams Belang. Er ist seit 2. Juli 2019 Mitglied des Europäischen Parlaments.

## Leben

### Schule und Studium
Vandendriessche hat einen Master in Politikwissenschaft und einen Master in Betriebswirtschaftslehre der Universität Gent. Während seiner Sekundarschuljahre war er Vorsitzender des Brügge NJSV. Von 2001 bis 2004 war er zudem Praeses der flämisch-nationalen Studentenverbindung KVHV Gent, der er heute als Alter Herr angehört. Im Jahr 2000 war Vandendriessche in eine gewalttätige Auseinandersetzung zwischen Anhängern des Vlaams Blok und linken Militanten im Genter Studentenviertel verwickelt. In erster Instanz wurde er zu einem Monat Gefängnis und einer Geldstrafe verurteilt. Dieses Urteil wurde vom Berufungsgericht aufgehoben, er erhielt keine Strafe und außerdem eine Strafaussetzung. Er musste für ein beschädigtes Kleidungsstück aufkommen und galt als nicht vorbestraft.

### Beruf
2005 wurde er Management-Trainee bei Katoen Natie und 2006 Business Process Engineer bei der MOD-Abteilung für Verwaltungsangelegenheiten der flämischen Regierung. 2008 nahm er eine Stelle als Mitarbeiter der Qualitätssicherung an der Hogeschool Gent an, die er 2009 als Business Analyst bei Kind en Gezin wechselte. Im Jahr 2013 wurde er interner Auditor bei Audio, einer Organisation, die interne Audits bei lokalen Behörden in Flandern durchführt, bis er 2014 von dieser Position zurücktrat, um externer Auditor bei der Flandern Audit Agency zu werden. Außerdem war er von 2014 bis 2016 Geschäftsführer der Firma verwarmslimmer.be, die 2015 bei UNIZO Ostflandern den Preis als Start-up-Unternehmen des Jahres gewann.

## Politische Karriere
2016 wurde Vandendriessche Mitarbeiter der ENF-Fraktion im Europäischen Parlament für die Vlaams-Belang-Delegation. Ab 2018 hatte er ebenfalls die Rolle von Pressesprecher der Delegation inne. Von 2016 bis 2017 publizierte er ebenfalls politische Analysen für die rechts-conservative Zeitung SCEPTR. Als erster Nachfolger für Vlaams Belang bei der Europawahl 2019 erzielte er fast 69.000 Vorzugsstimmen und zog Juli 2019 als Nachfolger von Patsy Vatlet ins Europäischen Parlement ein. Als Abgeordneter für Vlaams Belang war er mit Filip De Man und Gerolf Annemans Mitglied der ID-Fraktion als Nachfolger der ENF-Fraktion. Bei der Europawahl 2024 erzielte Vandendriessche diesmal als europäischer Spitzenkandidat 318.151 Vorzugsstimmen. Seit Juni 2024 ist er als Vlaams Belang-Delegationschef Mitglied der Patriots for Europe-Fraktion im europäischen Parlament.
Seit Februar 2020 ist Vandendriessche Vorsitzender der Vlaams Belang-Forschungsgruppe und deshalb Mitglied des Parteivorstands. Er gilt als Vertrauter von dem Parteivorsitzenden Tom Van Grieken.
Im Juli 2024 nahm die europäische Staatsanwaltschaft EPPO Ermittlungen gegen Vandendriessche unter dem Verdacht des Missbrauchs europäischer Gelder auf. Die Ermittlungen wurden nach einer Beschwerde eines ehemaligen Mitarbeiters von Vandendriessche und entsprechenden Veröffentlichungen in investigativen Presseorganen eingeleitet. Vandendriessche und auch anderen Vlaams Belang-Abgeordneten im Europaparlament wurde vorgeworfen, dass sie Mitarbeiter, die aus europäischen Geldern finanziert wurden, außerhalb des für sie vorgesehenen Tätigkeitsfeldes eingesetzt hatten. Ähnliche Vorwürfe waren fast zur selben Zeit gegen die flämische EU-Abgeordnete Hilde Vautmans (Open VLD) erhoben worden. Vandendriessche bezeichnete die Vorwürfe als Rufmordkampagne und Racheaktion eines ehemaligen Mitarbeiters. Diese Vorwürfe wurden bisher nicht bestätigt.

### Positionen

#### Migration
Vandendriessche gilt als Gegner des Europäischen Migrationspaktes. Dieses Abkommen hat seiner Meinung nach nicht das Ziel die Masseneinwanderung nach Europa abzubremsen, sondern das Ziel Migration zu vereinfachen mittels der Legalisierung von faktisch illegaler Migration, wofür er den umstrittenen Begriff Umvolkung verwendete. Migrationsabkommen wie der Globale Pakt für Flüchtlinge führen laut Vandendriessche mittels juristisches Aktivismus und soft law zu einer undemokratischen Lockerung der nationalen Migrationspolitik. In diesen Rahmen fordert er eine restriktive Migrationspolitik und einen belgischen Rückzug aus dem Europäischen Asyl- und Migrationsabkommen.
Als einer der Architekten des 'Fort Europa'-plans von Vlaams Belang, strebt Vandendriessche eine Externalisierung der Asylpolitik an. Asyl- und Anerkennungsverfahren sollten in diesem Plan nur an den Außengrenzen Europas stattfinden können und illegale Einwanderung sollte immer zu einem Verlust des Aufenthaltsrechts führen. Vandendriessche ist ebenfalls kritisch für das sogenannte australische Modell, da es Arbeidsmigration fazilitieren würde. Als Lösung für die demografischen und wirtschaftlichen Herausforderungen, plädiert er für Investitionen in Bildung, Infrastruktur, Technologie und Innovation einerseits und eine familienfreundliche Politik andererseits.

#### Wirtschaft
Vandendriessche spielte eine große Rolle in der Klarstellung der ideologischen Positionierung von Vlaams Belang in wirtschaftlichen Themen. Im Parlamentswahlkampf 2024 verfolgte Vlaams Belang so die zentristische Strategie des rheinischen Kapitalismus. Vandendriessche fordert ein 'neuens Sozialpakt' für Flandern, was die Senkung des Arbeitssteuers und das Erhöhen des steuerfreien Betrags kombiniert mit dem Abgrenzen der Sozialleistungen für Einwanderer.
Auch im wirtschaftlichen Bereich lehnt Vandendriessche eine Liberalisierung der Arbeitsmigration ab und kontrastiert Migrationslockerungen mit Investitionen in Innovation, Automatisierung, Digitalisierung und eine Geburtspolitik nach ungarischem Modell. Aus europäischer Sicht gelt er als Widersacher von globalistischen Trends und klarer Nationalist.

#### Landwirtschaft und Klima
Als Mitglied des europäischen Parlaments unterstützte Vandendriessche 2023 und 2024 die europäischen Bauernproteste gegen den europäischen Green Deal. Dieser Green Deal würde laut Vandendriessche unmögliche Anforderungen stellen und die europäische Landwirtschaft ungemäß hemmen. Als Globalismuskritiker nahm er Initiativen gegen einen weitere Liberalisierung der Landwirtschaft mittels Handelsabkommen wie Mercosur. Vandendriessche ist einer der Entwerfer von einem Abänderungsantrag des Green Deals im Europäischen Parlaments.

#### Kultur
Er gilt als klarer Gegner der sogenannten Woke-Bewegung im europäischen Parlament und kritisierte mehrfach mutmaßliche Angriffe oder Änderungen europäischer Traditionen. Er plädiert für eine Aufwertung westlicher, europäischer und christlicher Traditionen.
Im Rahmen einer Antizensurkampagne forderte Vandendriessche eine Ausweitung der Meinungsfreiheit nach dem Motto, dass was offline legal ist, auch online legal sein sollte. Im Unterricht soll die Neutralität garantiert werden mittels eines Meldungsamtes und einer Kommission zur Bekämpfung von politischer Zensur im Unterricht.